# Амбис или бездан
„Afgrunden“ (срп. Амбис или Бездан) дански је црно-бели неми филм из 1910. године. Режирао га је Урбан Гад.

## Радња
По жанру је драма, а протагонистица је учитељица (чији лик тумачи Аста Ниелсен) верена за пасторовог сина (чији лик тумачи Роберт Динесен). Радња приказује како се заљуби у циркуског забављача (чији лик тумачи Паул Реумерт), а што на крају доводи до трагичних последица. Филм је најпознатији по сцени плеса која је због своје сензуалности ушла у антологије филмске еротике, али која је након премијере изазвала забрану и ценсорзке захтеве у бројним држава. Филм је доживео огроман успех и од Асте Ниелсен је учинио једну од највећих звезда ере немог филма.